# توشيبا 4 أس
مفاعل توشيبا 4S (فائق الأمان والصغير والبسيط) هو نموذج مفاعل انشطاري نووي صغير مبرّد بالصوديوم.

## وصف عام

صورة مقطعية لتصميم 4S

تم تطوير تصميم المحطة من خلال شراكة تضم شركة توشيبا ومعهد البحوث المركزي لصناعة الطاقة الكهربائية (CRIEPI) في اليابان. 
المواصفات التقنية لمفاعل 4S فريدة من نوعها في الصناعة النووية.  وسيقع المفاعل الفعلي في قبو أسطواني محكم الإغلاق على عمق 30 مترًا (98 قدمًا) تحت الأرض، في حين أن المبنى فوق الأرض سيكون بحجم 22×16×11 مترًا (72×52.5×36 قدمًا). صُممت محطة الطاقة هذه لتوفير 10 ميجاوات من الطاقة الكهربائية مع توفر طراز بقدرة 50 ميجاوات في المستقبل. 
المفاعل 4S هو مفاعل صوديوم نيوتروني سريع. ويستخدم ألواح عاكسة نيوترونية حول المحيط للحفاظ على كثافة النيوترونات. وتحل هذه الألواح العاكسة محل قضبان التحكم المعقدة، ومع ذلك تحتفظ بالقدرة على إيقاف التفاعل النووي في حالة الطوارئ. وبالإضافة إلى ذلك، يستخدم مفاعل توشيبا 4S الصوديوم السائل كمبرد، مما يسمح للمفاعل بالعمل بدرجة حرارة أعلى بـ200 درجة مئوية مما لو كان يستخدم الماء. وعلى الرغم من أن الماء سيغلي بسهولة في درجات الحرارة هذه، إلا أن الصوديوم يظل سائلاً؛ وبالتالي فإن سائل الصوديوم يمارس ضغطاً منخفضاً جداً على وعاء المفاعل حتى في درجات الحرارة المرتفعة للغاية.
تم اقتراح بطارية توشيبا 4S النووية كمصدر للطاقة لمحطة جالينا للطاقة النووية في ألاسكا، ولكن تم التخلي عن المشروع في عام 2011 ولم تمض توشيبا في تقديم طلب للحصول على شهادة اعتماد التصميم.

## الإنتقادات
قام فريق بحثي يضم أليسون ماكفارلين ورودني سي إيوينج بتقييم إنتاج النفايات لعدد من المفاعلات النووية الصغيرة، بما في ذلك مفاعلات 4s، ونشروا النتائج التي توصلوا إليها في مجلة وقائع الأكاديمية الوطنية للعلوم في الولايات المتحدة الأمريكية. ووجدوا أن المفاعلات النمطية الصغيرة تنتج نفايات مشعة أكثر من المفاعلات التقليدية. وقد اعترضت شركة NuScale Power على هذه الادعاءات.